# Trichocera colei
Trichocera colei är en tvåvingeart som beskrevs av Alexander 1919. Trichocera colei ingår i släktet Trichocera och familjen vintermyggor. Inga underarter finns listade i Catalogue of Life.